# Тисульский район (Сибирский край)
Тисульский район — административно-территориальная единица в составе Сибирского края и Западно-Сибирского края, существовавшая в 1924—1932 годах. Центр — село Тисуль.

## История
Район был создан на основе Тисульской волости Мариинского уезда Томской губернии 4 сентября 1924 года; в него были включены следующие волости: Берчикульская, Тамбарская, Куликовская, Шестаковская, Тисульская, Усть-Колбинская и Больше-Барандатская. После образования в 1925 году Сибирского края район был включён в состав его Ачинского округа.
В 1926 году в состав района входили следующие сельсоветы: Больше-Барандатский, Берикульский, Больше-Пичугинский, Вознесенский, Владимировский, Воскресенский, Городокский, Дворниковский, Ирский, Кайчакский, Колбинский, Куликовский, Листвянский, Николаевский, Ново-Ивановский, Покровский, Солдаткинский, Тамбарский, Тисульский, Третьяковский, Усть-Колбинский, Усть-Барандатский, Шестаковский, Центральный.
Постановлением ВЦИК от 30 июля 1930 года Сибирский край был разделён на западную и восточную части (округа были при этом упразднены), и район оказался в составе Западно-Сибирского края.
Постановлением ВЦИК от 20 марта 1931 года был образован Мариинско-Тайгинский район с административным центром в рабочем посёлке Центральный; в его состав были включены северо-восточная полоса Крапивинского района, южная часть Мариинского района и южная часть Тисульского района.
Постановлением ВЦИК от 10 декабря 1932 года Тисульский район был ликвидирован: Шестаковский сельсовет был отнесён к Мариинскому району, а остальные — к Тяжинскому району.